# 멋진 악몽
《멋진 악몽》(ステキな金縛り)은 2011년 10월 29일에 개봉된 일본 영화이다. 《매직 아워》의 미타니 고키가 감독을 맡은 죽은 무사의 영혼과 3류 변호사의 법정 서스펜스 코미디이다. 주연은 《악인》의 후카츠 에리와 《별을 지키는 개》의 니시다 도시유키이며, 도호가 배급을 맡았다.

## 줄거리
부인을 살해했다는 혐의로 체포된 야베 고로(칸)의 변호를 담당하게 된 호쇼 에미(후카쓰 에리)는 장래성 없는 3류 변호사이다. 승산 없는 재판에서 야베는 '여관에서 가위에 눌렸다'는 알리바이로 무죄를 주장한다.
야베가 묵었던 여관으로 간 에미는 야베를 가위눌리게 한 유령 사라시나 로쿠베(니시다 도시유키)를 법정에 데려와 야베의 무죄를 증명할 증언을 하게 한다. 그러나 상대 검사(나카이 기이치)는 오컬트를 부정하며 로쿠베의 증언은 무효라고 주장한다. 거기에 살해당한 스즈코(다케우치 유코)의 내연남(야마모토 코지)은 음양사를 고용해 로쿠베를 성불시키려 한다.

## 출연진
- 호쇼 에미 - 후카츠 에리
- 사라시나 로쿠베 - 니시다 도시유키
- 변호사 - 아베 히로시
- 검사 - 나카이 기이치
- 재판장 - 고바야시 다카시
- 야베 고로 - 칸
- 히노 후유코/야베 스즈코 - 다케우치 유코(1인 2역)
- 내연남 - 야마모토 고지
- 역사학자, 로쿠베의 자손 - 아사노 다다노부
- 음양사 - 이치무라 마사치카
- 에미의 아빠 - 구사나기 쓰요시
- 저승에서 온 남자 - 고히나타 후미요
- 여관 여주인 - 도타 게이코
- 택시 기사 - 나마세 가쓰히사
- 배우 - 사토 코이치
- 웨이트리스 - 후카다 교코
- 비명지르는 여자(콜걸) - 시노하라 료코
- 의사 - 가라사와 도시아키
- 오이즈미 요

## 제작진
- 감독, 각본 - 미타니 고키
- 제작 - 가메야마 지히로, 시마타니 요시나리
- 촬영 - 야마모토 히데오
- 제작사 - 후지 TV, 도호
- 배급 - 도호

## 수상
2010년
- 제24회 닛칸스포츠 영화대상
  - 남우조연상 - 니시다 도시유키 (멋진 악몽, 하야부사, 탐정은 바에 있다)[2]
- 제35회 일본 아카데미상[3]
  - 우수작품상
  - 우수감독상 - 미타니 코키
  - 우수각본상 - 미타니 코키
  - 우수여우주연상 - 후카츠 에리
  - 우수음악상
  - 우수촬영상
  - 우수조명상
  - 우수미술상
  - 우수녹음상
  - 우수편집상